# 종합무술
종합무술(綜合武術), 또는 절충주의 무술 또는 자유형 무술이라고도 하는 무술은 여러 특정 무술( 절충주의 )의 기술과 이론을 통합하는 혼합 무술 또는 격투 시스템을 말한다. 많은 무술이 다른 분야에서 차용하거나 적응하고 어느 정도는 혼합되었다고 간주될 수 있지만 종합 무술은 이질적인 기원을 강조한다.